# Belén Mora
María Belén Mora Délano, también conocida por su nombre artístico de la «Belenaza» Punta Arenas, 5 de junio de 1983),es una actriz, stand-up y comediante chilena.
Durante su paso por el estelar Morandé con compañía entre 2012 y 2021, interpretó a una serie de personajes como Chuchi, Lady Devonette y Oriana, entre otros. En 2024, fue la ganadora del programa Top Chef VIP Chile.

## Primeros años de vida
Belén Mora, es hija de Hugo Eduardo Mora Contreras y de Bárbara Adriana de Jesús Délano Tellechea. Tiene cuatro hermanos. A los cuatro años le contó a su papá que su sueño era convertirse en actriz.
Hasta los 12 años estudió en el Colegio Británico de Punta Arenas, cuando se trasladó con su familia a vivir a la ciudad de Concepción, en donde entró a estudiar al Colegio Instituto de Humanidades, vivió en la capital penquista hasta que le tocó trasladarse a Santiago luego de entrar al programa Coliseo Romano. 

### Relaciones e hijos
A los veintiún años tuvo a su primer hijo Samuel, fruto de su relación con su expareja. La misma que acusó de no pagar la pensión alimenticia en redes sociales. Antes de comenzar su relación con Francisco “Toto” Acuña, Belén fue pareja de una mujer por tres meses.
Es en 2012, cuando entra a trabajar en Morandé con Compañía, donde conoce a su actual pareja “Toto” Acuña, iniciando al poco tiempo una relación. En 2021 anunciaron que se convertirían finalmente en padres luego de una larga lucha por concebir.

## Carrera
Antes de ser conocida como comediante, Belén Mora fundó en 2006, junto con sus compañeros de la Universidad del Desarrollo, la Compañía de teatro Pedal,ubicada en la ciudad de Concepción, en donde participó en algunas obras de teatro como “Tsunami: la noche de los pijamas” y “Donde la tía”. 
En 2011, decidió probar suerte en casting del programa de competencia humorística de Mega, Coliseo Romano, según ella no sabía de qué se trataba, simplemente acudió a este porque se estaba realizando en Concepción, ciudad donde vivía en ese momento. Allí fue donde comenzó a hacerse conocida con el nombre artístico de la Belenaza. Aunque no logró ser la ganadora si se convirtió en una de los finalistas. Esto le valió llamar la atención de Kike Morandé, uno de los jueces del espacio, quien la invitó a formar parte de Morandé con Compañía.
Así en 2012, pasa a ser parte de Morandé con Compañía, programa en el que trabajó por nueve años, allí participó de secciones como Detrás del Muro, además de protagonizar polémicos sketch humorísticos como “Sonora de Rehabilitarse” donde se parodiaba a una banda de música tropical, y que los llevó a tener problemas con la municipalidad de Cartagena, por grabar sin autorización de la ciudad y porque argumentaban ayudaba a estigmatizar a sus habitantes. Otra de sus actuaciones controversiales fue cuando participó de “Los Kastos” donde se burlaban de las personas de derecha y cuyo nombre hacía alusión de forma indirecta al político ultraderechista José Antonio Kast. A partir de 2019, el programa comenzó a entrar en crisis y comenzaron los rumores sobre la situación laboral y posible despido de Bélen en este, hecho que finalmente se materializó en 2021, luego de la salida de Kike Morandé, histórico animador.
A lo largo de sus años en Morandé con Compañía interpretó a los personajes de: Lady Devonette, la vocalista del grupo Sonora Rehabilitarse; Oriana, una parodia a una chica reality española homónima; Greta, la novia de un chico pokémon interpretado por “Toto” Acuña; Lanita, una sexy mujer que logra seducir a Kim Jong-un; Carmencita, una mujer que quería cerrar el programa por no respetar la burocracia; Chuchi, una niña que asiste al jardín y que está enamorada de Totito, interpretado por Francisco "Toto" Acuña. Pero los más polémicos fueron Dominga, matriarca de Los Kastos, personaje que le significó sufrir amenazas en su contra, otro de los que le causó problemas fue Xiomara, un personaje que recibió acusaciones de xenofobia por asociar a la prostitución y narcotráfico con las mujeres colombianas.
En 2019. participó como humorista en el Festival del Huaso de Olmué  donde acabó conquistando al público del Patagual, logrando un peak de 23 puntos de sintonía el más alto dentro de las primeras dos jornadas del evento.  Un año después participó en el Festival de Las Condes, donde nuevamente se transformó en el peak de la noche con 21 puntos de rating, superando a otros participantes de la noche como José Luis Rodríguez, CNCO y Paloma Mami.
Durante el año 2020, participó del programa Bailando por un Sueño, en donde destacó por su carisma. En uno de los capítulos llamó la atención por ocupar la plataforma para emplazar al gobierno por no brindarle suficiente apoyo a las fundaciones. Debido a la pandemia de Covid-19 el programa tuvo que ser pausado y luego de un fracasado regreso terminó abruptamente, por lo tanto, nunca se supo si ella o alguien más era el ganador.
A principios de 2021, luego de su salida de Morandé con Compañía, Belén y su pareja “Toto” Acuña forman un nuevo programa en el canal La Red llamado Políticamente Incorrecto, donde a través del humor hacen sátiras de problemas de actualidad. En abril de ese mismo año el programa tuvo un problema con el Ejército de Chile, esto porque hicieron un sketch en donde hacían una entrevista a un supuesto “militar de verdad”, interpretado por Acuña, en el cual se aludía al cuestionado rol de las Fuerzas Armadas y su manejo en materia de Derechos Humanos en el país. En respuesta el General de Brigada, secretario general del Ejército, Sergio Gutiérrez, emitió un comunicado rechazando lo ocurrido y negando las situaciones mencionadas.
El 21 de febrero de 2023 se presentó en el LXII Festival Internacional de la Canción de Viña del Mar, la misma noche en la que actuó el cantante Alejandro Fernández y el grupo musical Los Jaivas. Su rutina humorística tuvo opiniones divididas pero logró obtener la gaviota de plata, no obstante posteriormente fue abucheada  por el público, por lo que debió finalizar de manera anticipada su presentación.

## Programas de televisión
| Televisión | Televisión                    | Televisión                   | Televisión   | Televisión |
| Año        | Programa                      | Rol                          | Canal        |            |
| ---------- | ----------------------------- | ---------------------------- | ------------ | ---------- |
| 2011       | Coliseo Romano                | Participante                 | Mega         |            |
| 2012-2021  | Morandé con Compañía          | Integrante elenco            | Mega         |            |
| 2016       | Teletón Chile                 | Comediante                   | Anatel       |            |
| 2017       | Teletón Chile                 | Comediante                   | Anatel       |            |
| 2019       | L Festival del Huaso de Olmué | Comediante                   | TVN          |            |
| 2020       | Festival de Las Condes        | Comediante                   | Canal 13     |            |
| 2020       | Bailando por un sueño Chile   | Participante                 | Canal 13     |            |
| 2021       | Políticamente Incorrecto      | Conductora/Integrante elenco | La Red       |            |
| 2022       | Teletón Chile                 | Participante "Talentón"      | Anatel       |            |
| 2023       | LXII Festival de Viña del Mar | Comediante                   | TVN-Canal 13 |            |
| 2024       | Top Chef Vip Chile            | Ganadora                     | Chilevisión  |            |

## Filmografía
| Series y unitarios | Series y unitarios | Series y unitarios | Series y unitarios | Series y unitarios |
| Año                | Serie              | Capítulo           | Personaje          | Canal              |
| ------------------ | ------------------ | ------------------ | ------------------ | ------------------ |
| 2003               | Mea Culpa          | El veneno          | Enfermera          | TVN                |
| 2004               | Mea Culpa          | El amor imposible  | Ale                | TVN                |

### Cortometrajes
| 2018 | I Dream | Ignacia Franco |